# Michel Genson
Michel Genson, né le 20 décembre 1945 à Russange (Moselle), est un ancien joueur et entraineur de volley-ball. Il est actuellement le manager général du Vannes Volley-Ball. Ancien international entre 1969 et 1975 et capitaine entre 1972 et 1975, il évoluait au poste de réceptionneur-attaquant.

## Clubs

### Joueur
| Club           | De        | À         |
| -------------- | --------- | --------- |
| Montpellier UC | 1968-1969 | 1971-1972 |
| RC France      | 1972-1973 | 1974-1975 |
| Montpellier UC | 1975-1976 | 1978-1979 |

### Entraîneur
| Club                          | De        | À         | Fonction                |
| ----------------------------- | --------- | --------- | ----------------------- |
| Équipe de France junior       | 1976-1977 | 1990-1991 | Principal               |
| France                        | 1985-1986 | 1985-1986 | Adjoint                 |
| Montpellier UC                | 1991-1992 | 1992-1993 | Manager                 |
| Béziers Volley-ball Gazélec   | 1995-1996 | 1996-1997 | Principal               |
| Vannes Volley-Ball            | 2007-2008 | 2007-2008 | Manager puis entraineur |
| Volley-Ball Nantes Atlantique | 2008-2009 | 2008-2009 | Principal               |
| Nantes Volley                 | 2009-2010 | 2011-2012 | Principal               |
| Vannes Volley-Ball            | 2012-2013 | ....      | Manager                 |

## Palmarès

### Joueur
- Championnat de France (1)
  - Champion : 1972
  - Vice-champion : 1969, 1970, 1971, 1975, 1976, 1977, 1979

### Entraîneur
- Championnat de France 
  - Vice-champion : 1992